# Idol (Schweden)
Idol ist ein schwedischer Talentwettbewerb, der auf TV 4 ausgestrahlt wird. Seit der Erstausstrahlung im August 2004 wurde sie eine der populärsten Shows im schwedischen Fernsehen. Sie stammt von der weltweiten Lizenz des Briten Simon Fuller ab, von der auch der deutsche Ableger Deutschland sucht den Superstar kommt.
Die Sendung möchte anhand von landesweiten Castings den besten Sänger in Schweden finden. Gewählt wird der Sieger per Televoting. Durch die drei Juroren Laila Bagge, Anders Bagge und Andreas Carlsson werden die Leistungen beurteilt. In der Show waren bereits viele Gäste, die aber meistens nur eine Staffel blieben; der Moderator ist Peter Jihde.
Die Sieger der ersten 10 Staffeln waren Daniel Lindström, Agnes Carlsson, Markus Fagervall, Marie Picasso, Kevin Borg, Erik Grönwall, Jay Smith, Amanda Fondell, Kevin Walker und Lisa Ajax. In den bisher weiteren 10 Staffeln gewann Martin Almgren, Liam Cacatian Thomassen, Christoffer Kläfford, Sebastian Walldén, Tusse Chiza, Nadja Holm, Birkir Blær, Nike Sellmar, Cimberly Wanyonyi und Margaux Flavet. Smith war darunter der älteste Gewinner mit 29 Jahren, Ajax und Flavet mit 16 Jahren die jüngsten Siegerinnen.
Viele der Idol Teilnehmer nahmen in der Vergangenheit am schwedischen Vorentscheid für den Eurovision Song Contest, dem Melodifestivalen teil. Die früheren Idol Teilnehmer Anna Bergendahl, Loreen, Robin Stjernberg, Mans Zelmerlöw, Robin Bengtsson, Tusse Chiza und Cornelia Jakobs konnten in der Folge das Melodifestivalen gewinnen und nahmen am Eurovision Contest teil. Zelmerlöw und Loreen gewannen in der Folge auch diesen.

## Teilnehmer

### Erst-, Zweit- und Drittplatzierte
- Staffel 01 (2004): 1. Daniel Lindström, 2. Darin Zanyar, 3. Filip Williams
- Staffel 02 (2005): 1. Agnes Carlsson, 2. Sebastian Karlsson, 3. Sibel Redzep
- Staffel 03 (2006): 1. Markus Fagervall, 2. Erik Segerstedt, 3. Johan Larsson
- Staffel 04 (2007): 1. Marie Picasso, 2. Amanda Jenssen, 3. Andreas Sjöberg
- Staffel 05 (2008): 1. Kevin Borg, 2. Alice Svensson, 3. Robin Bengtsson
- Staffel 06 (2009): 1. Erik Grönwall, 2. Calle Kristiansson, 3. Tove Styrke
- Staffel 07 (2010): 1. Jay Smith, 2. Minnah Karlsson, 3. Olle Hedberg
- Staffel 08 (2011): 1. Amanda Fondell, 2. Robin Stjernberg, 3. Moa Lignell
- Staffel 09 (2013): 1. Kevin Walker, 2. Elin Bergmann, 3. Erik Rapp
- Staffel 10 (2014): 1. Lisa Ajax, 2. Mollie Lindén, 3. Josefine Myrberg
- Staffel 11 (2015): 1. Martin Almgren, 2. Amanda Winberg, 3. Simon Zion
- Staffel 12 (2016): 1. Liam Cacatian Thomassen, 2. Rebecka Karlsson, 3. Charlie Grönvall
- Staffel 13 (2017): 1. Christoffer Kläfford, 2. Hanna Ferm, 3. Gabriel Cancela
- Staffel 14 (2018): 1. Sebastian Walldén, 2. Kadiatou Holm Keita, 3. William Segerdahl / Bragi Bergsson
- Staffel 15 (2019): 1. Tusse Chiza, 2. Freddie Liljegren, 3. Dao Di Ponziano
- Staffel 16 (2020): 1. Nadja Holm, 2. Paulina Pancenkov, 3. Caspar Camitz
- Staffel 17 (2021): 1. Birkir Blær, 2. Jacqline Mossberg Mounkassa, 3. Annika Wickihalder
- Staffel 18 (2022): 1. Nike Sellmar, 2. Albin Tingwall, 3. Klara Almström
- Staffel 19 (2023): 1. Cimberly Wanyonyi, 2. Saga Ludvigsson, 3. Simon Näslund
- Staffel 20 (2024): 1. Margaux Flavet, 2. Joel Nordenberg, 3. Minou Nilsson

### Weitere, erwähnenswerte Kandidaten
- Staffel 01 (2004): Loreen
- Staffel 02 (2005): Måns Zelmerlöw, Ola Svensson
- Staffel 03 (2006): Danny Saucedo
- Staffel 05 (2008): Anna Bergendahl, Loulou Lamotte, Cornelia Jakobs
- Staffel 06 (2009): Mariette, Cazzi Opeia
- Staffel 07 (2010): Linnea Henriksson, Geir Rönning
- Staffel 08 (2011): Molly Pettersson Hammar
- Staffel 13 (2017): Victor Leksell